# Patrick Kaddu
Patrick Kaddu (9 ottobre 1995) è un calciatore ugandese, difensore del Kampala City e della nazionale ugandese.

## Carriera

### Club
Ha giocato nella prima divisione ugandese ed in quella marocchina.

### Nazionale
È stato convocato per la Coppa d'Africa 2019.

## Palmarès

### Club

#### Competizioni nazionali
- Campionato ugandese: 2

Kampala City: 2017, 2019
- Coppa d'Uganda: 2

Kampala City: 2017, 2018

#### Competizioni internazionali
- Coppa Kagame Inter-Club: 1

Kampala City: 2019